# Prêmio de Arquitetura Contemporânea Mies van der Rohe
O Prêmio de Arquitetura Contemporânea Mies van der Rohe é o mais importante galardão da arquitetura europeia outorgado pela Fundação Mies van der Rohe, entidade com sede em Barcelona e criada em 1983 pela junta daquela cidade, com o objetivo de recuperar o pavilhão alemão desenhado pelo arquiteto Ludwig Mies van der Rohe (1886 — 1969) para a exposição internacional de 1929.
Instituído em 1988, o Prêmio Mies van der Rohe foi ganho na sua primeira edição pelo arquiteto português Álvaro Siza Vieira, com o edifício Borges & Irmão, em Vila do Conde. O prêmio é atribuído de dois em dois anos, e é fruto de uma parceria entre a fundação e a Comissão Europeia.

## Agraciados
| Ano  | Arquiteto(s)                     | Construção                                     | Localização          |
| ---- | -------------------------------- | ---------------------------------------------- | -------------------- |
| 1988 | Álvaro Siza Vieira               | Banco Borges e Irmão                           | Vila do Conde        |
| 1990 | Norman Foster                    | New Stansted Airport Terminal                  | Londres              |
| 1992 | Esteve Bonell e Francesc Rius    | Municipal Sports Stadium                       | Badalona, Barcelona  |
| 1994 | Nicholas Grimshaw & Partners     | Estação Waterloo International                 | Londres              |
| 1996 | Dominique Perrault               | Bibliothèque Nationale de France               | Paris                |
| 1998 | Peter Zumthor                    | Bregenz Art Museum                             | Bregenz              |
| 2001 | Rafael Moneo                     | Palácio de Congressos e Auditório Kursaal      | San Sebastián        |
| 2003 | Zaha Hadid                       | Car Park and Terminus Hoenheim North           | Hoenheim, Strasbourg |
| 2005 | Rem Koolhaas                     | Netherlands Embassy Berlin                     | Berlim               |
| 2007 | Mansilla+Tuñón Arquitectos       | Museo de Arte Contemporáneo de Castilla y León | Leão (Espanha)       |
| 2009 | Snøhetta                         | Ópera de Oslo                                  | Oslo                 |
| 2011 | David Chipperfield               | Neues Museum                                   | Berlim               |
| 2013 | Henning Larsen Architects        | Harpa                                          | Reykjavík            |
| 2015 | Barozzi/Veiga                    | Philharmonic Hall                              | Szczecin             |
| 2017 | NL Architects e XVW architectuur | DeFlat Kleiburg                                | Amsterdam            |

Fonte: Fundació Mies van der Rohe